# Шеффлер, Янош
Я́нош Ше́ффлер (венг. Scheffler János; 29 октября 1887 — 6 декабря 1952) — венгерский священник, блаженный Католической церкви, мученик (жертва сталинистского режима в Румынии). Беатифицирован 3 июля 2011 года в Сату-Маре.

## Биография
Янош Шеффлер родился в 1887 году в селении Калманд, Австро-Венгрия (совр. румынский Кэмин, жудец Сату-Маре) в венгерской католической семье. Учился в католическом университете Петера Пазманя, по его окончании 6 июля 1910 года был рукоположен в священники. Продолжил обучение в Риме, изучал каноническое право в Папском Григорианском университете.
По возвращении на родину был деканом и профессором теологии в семинарии Сатмара (совр. румынский Сату-Маре). В 1920 году, когда по Трианонскому договору Сатмар вместе со всей Трансильванией был передан Румынии, стал гражданином Румынии. В период между мировыми войнами занимал ряд постов в семинарии и служил в нескольких приходах Сату-Маре.
26 марта 1942 года был назначен епископом Сату-Маре, епископскую хиротонию принял 17 мая того же года.
После окончания войны, когда власть в Румынии перешла к коммунистам, епископ Шеффлер протестовал против начавшихся гонений на Церковь. Он ходатайствовал об освобождении Александру Русу, главы грекокатолической епархии Марамуреша, арестованного коммунистами. Сам Шеффлер был арестован секуритате 23 мая 1950 года и помещён под домашний арест в монастыре. В 1952 году после того, как он отверг предложение возглавить марионеточную национальную церковь, контролируемую властями и независимую от Святого Престола, Шеффлер был помещён в тюрьму Жилавы, где коммунистический режим содержал политических заключённых. Умер в тюрьме через несколько месяцев после ареста от пыток и жестокого обращения. Согласно некоторым источникам, непосредственной причиной смерти послужила пытка кипятком. В 1965 его останки были захоронены в крипте собора Сату-Маре.

## Прославление
Янош Шеффлер был беатифицирован в ходе торжественной мессы в Сату-Маре 3 июля 2011 года в присутствии 8 тысяч верующих. Папа Бенедикт XVI в ходе традиционной воскресной молитвы Ангел Господень упомянул беатификацию Яноша Шеффлера: «Пусть его свидетельство, — сказал Бенедикт XVI, — всегда поддерживает веру в тех, кто его помнит с любовью, а также в новых поколениях».